# Маджарі Солідарност
Футбольний клуб «Маджарі Солідарност» або просто «Маджарі Солідарност» (мак. Фудбалски клуб Маџари Солидарност Скопје) — професіональний північно-македонський футбольний клуб з міста Скоп'є. Виступав у Третій лізі, зона «Північ».

## Історія
Футбольний клуб «Маджарі Солідарност» утворений 1992 року внаслідок злиття двох команд, «Маджарі» та «Солідарност».
ФК «Маджарі» створений 1947 року. Початкова назва — «Хайдук» (Маджарі), проте протягом своєї історії неодноразово змінював назву. Також декілька разів змінював місце розташування стадіону. Спочатку це було футбольне поле поблизу молочного заводу Скоп'є, потім стадіон поблизу колишнього поліцейського відділку Гази-Баба, а з 1970 року — «Борис Трайковський». У 1978 році вперше була сформована молодіжна команда клубу, яку тренував Кіро Караджоський. Виступав у Другій лізі, у 1998 році вилетів у Третю лігу, проте незабаром повернувся у Другу лігу. У 2003 році став віце-чемпіоном другого дивізіону й отримав путівку до еліти македонського футболу. У сезоні 2003/04 років фінішував 6-м, наступного сезону посів місце внизу турнірної таблиці. Команда змушена була боротися за збереження місця в еліті, проте в матчі плей-оф поступилася клубу «Македонія Гьорче Петров». Вже виступаючи в Другій лізі став фіналістом кубку Македонії, проте у вирішальному поєдинку поступився «Сілексу».

## Досягнення
- Друга ліга Македонії
  -  Срібний призер (1): 2002/03

- Кубок Македонії
  -  Фіналіст (1): 2004/05

## Відомі гравці
- Ванчо Мицевський
- Мирослав Джокич